# The Pillories
The Pillories ist eine kleine Gruppe von Eilanden und Felsen der Grenadinen und Teil des Staates St. Vincent und die Grenadinen. Sie liegt westlich von All Awash Island und den Caratoos-Felsen, nördlich der Insel Mustique.

## Geographie
The Pillories gehören zu den Grenadinen, einer Inselgruppe der Kleinen Antillen, verwaltungstechnisch gehört sie zum Parish Grenadines. Die Inselgruppe besteht aus den Eilanden Opricot, Little Pillory, Middle Pillory und Big Pillory. Die Inseln liegen an einem Riff, welches sich vom Norden von Mustique nach Nordosten zieht und mit Caratoos und All Awash Island einen Bogen bildet.